# Церковь Сошествия Святого Духа (Ульяновск)
Церковь в честь Сошествия Святого Духа на Апостолов — православный храм («Чувашская церковь») в Ленинском районе Ульяновска, Симбирской епархии Симбирской митрополии Русской православной церкви. С 1997 года — памятник градостроительства и архитектуры РФ.

## История
Храм во имя Сошествия Святого Духа на Апостолов, домовая церковь при Симбирской чувашской учительской школе, был построен в 1883—1884 году, на пожертвования Православного Миссионерского Общества и частных благотворителей с пособием от Министерства Народного Просвещения. Освящён 20 января 1885 года епископом Симбирским и Сызранским Варсонофием (Охотиным). Церковь разместилась в здании учебных мастерских Симбирской чувашской школы, построенном в 1879 году по проекту губернского инженера А. И. Львовича-Кострицы. В 1897—1898 годах, по проекту архитектора М. Г. Алякринского, он был перестроен заново на средства симбирского купца Николая Яковлевича Шатрова. 29 ноября 1898 года вновь освящён епископом Симбирским и Сызранским Никандром (Молчановым). Престол в нём один — в память Сошествия Святого Духа на Апостолов. Причт состоял из одного священника.

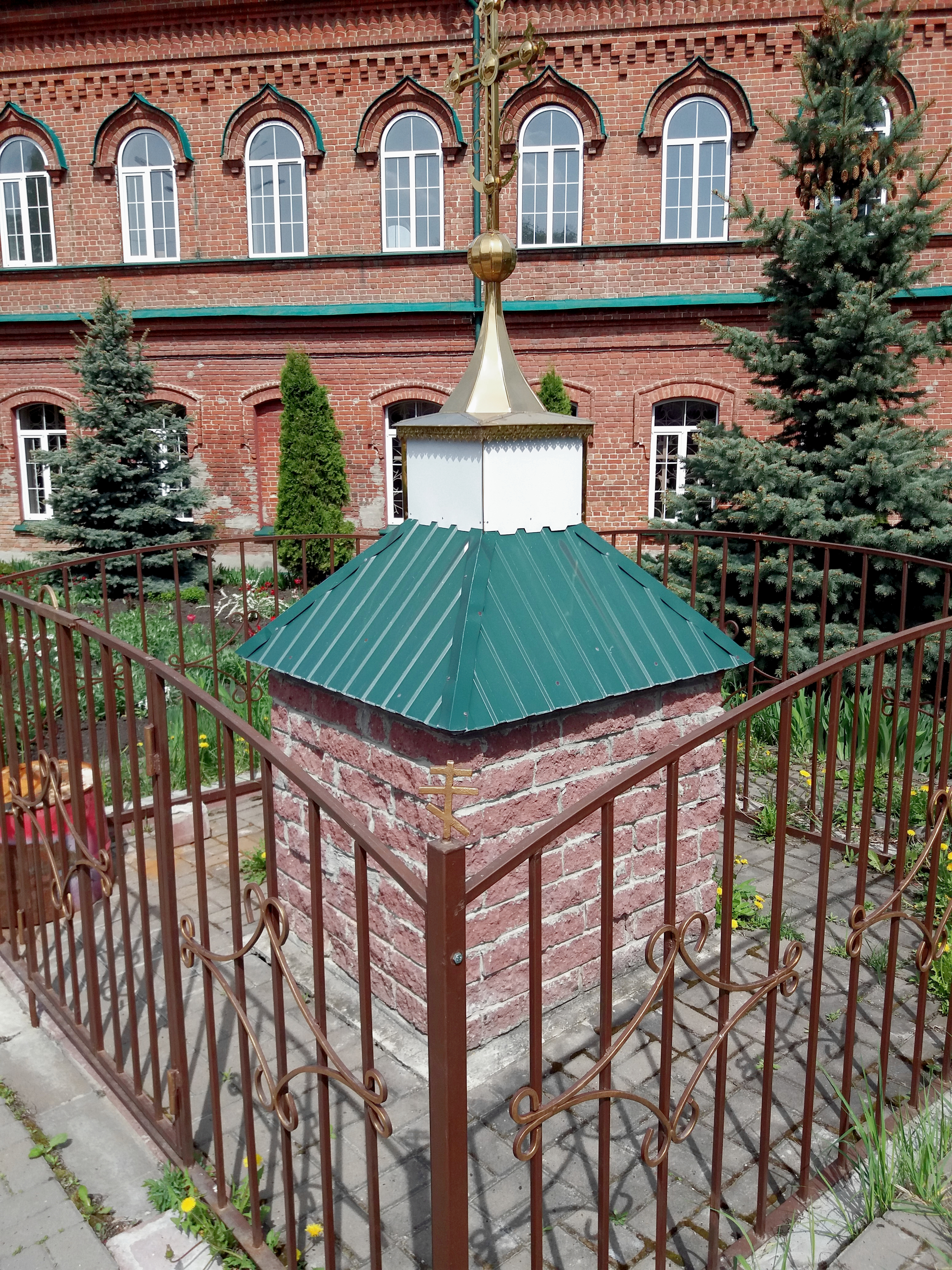
Колодец церкви.

В 1898 году при церкви Симбирской чувашской школы было образовано Православное Святодуховное братство. Кроме храма, в здании также разместились школьная библиотека и классы женского отделения.

### Советское время
Церковь Сошествия Святого Духа была закрыта в 1918 году.

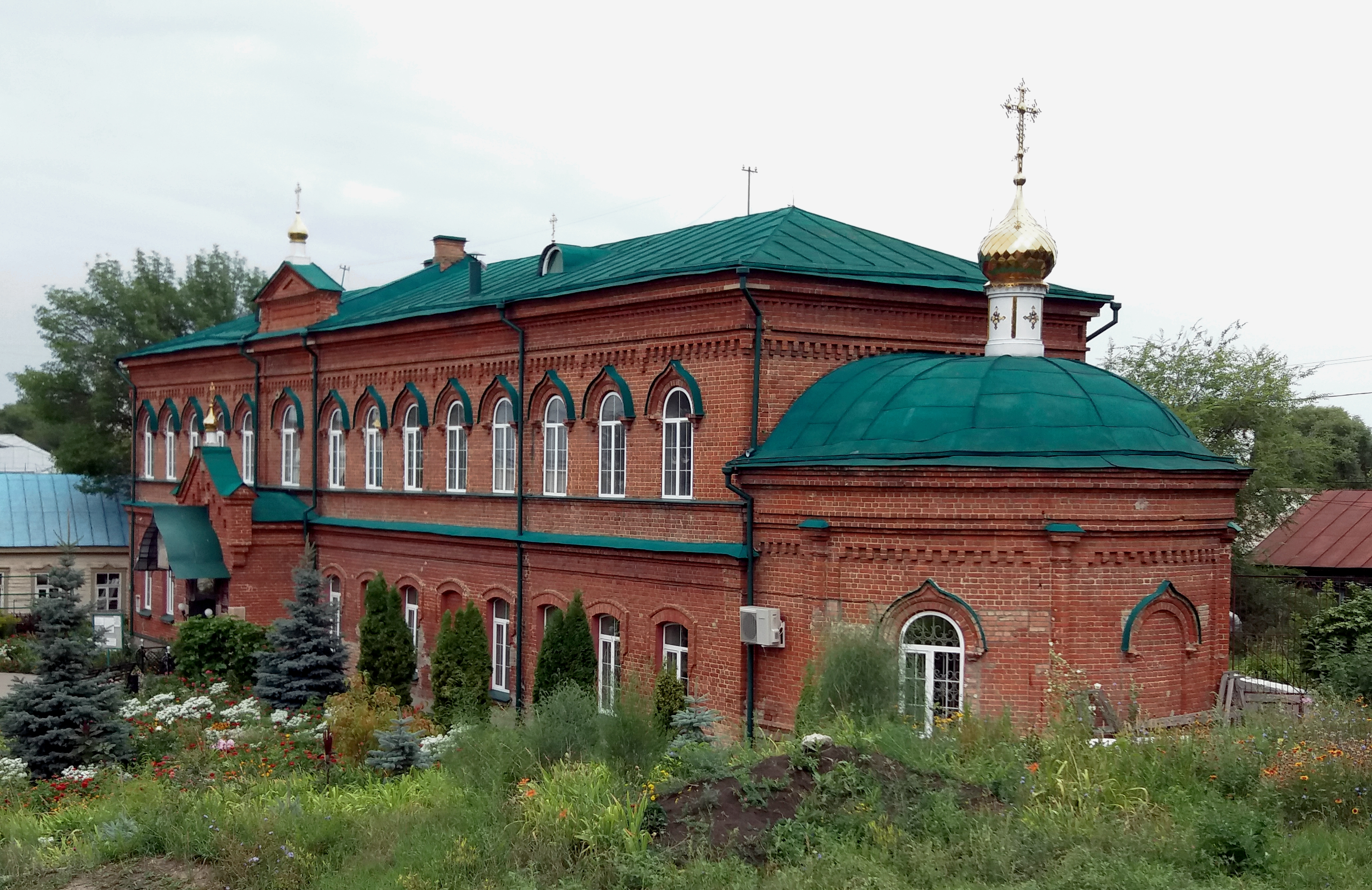
Церковь Сошествия Святого Духа.

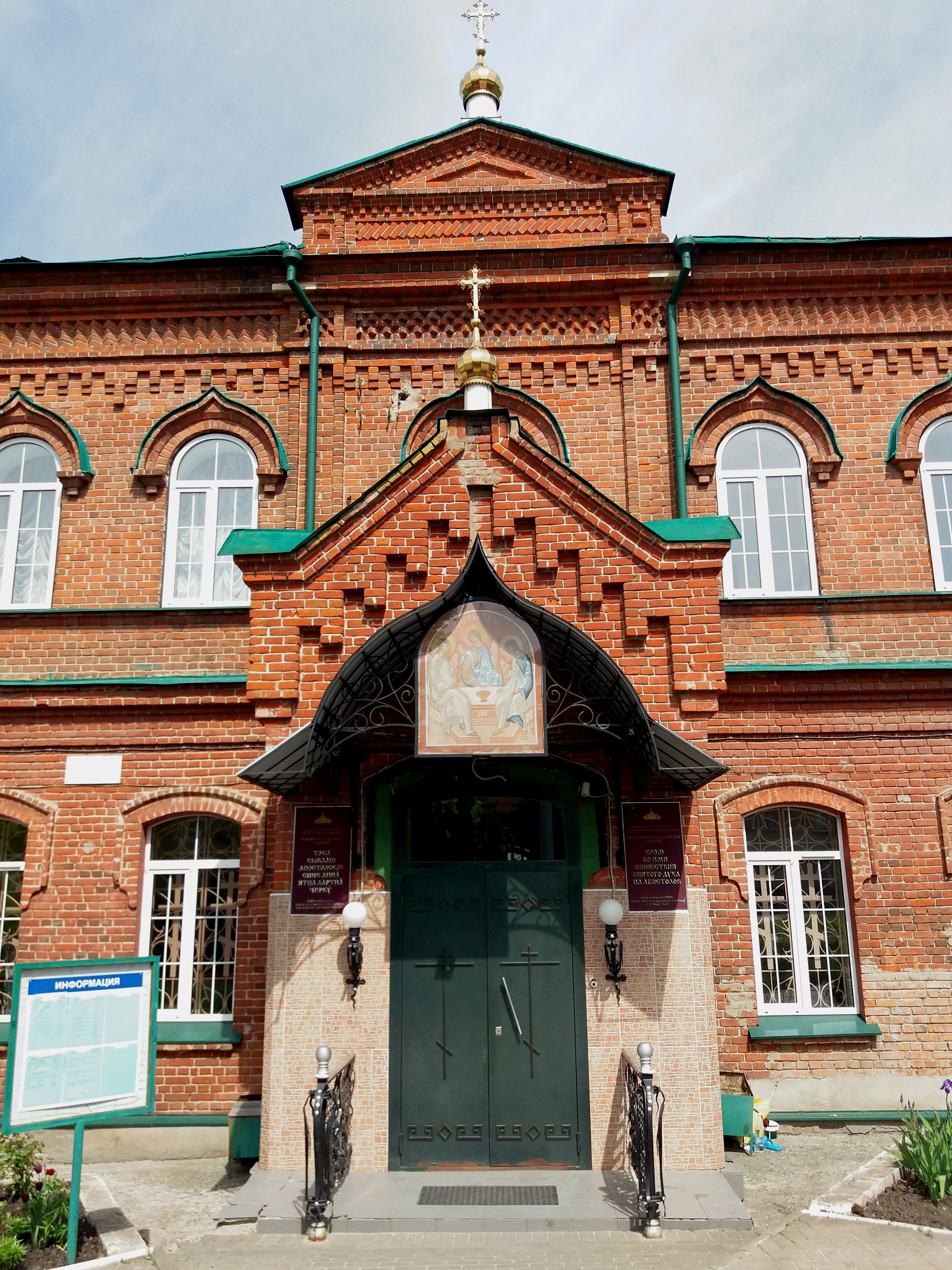
Вход в церковь.

С 1956 по 1982 года здесь размещалась школа-интернат № 16, а в 1983 году весь коллектив передан педучилищу и институту усовершенствования учителей Ульяновского облоно. В 1985 году комплекс вошёл в состав Государственного историко-мемориального заповедника «Родина В. И. Ленина», в «верхнем» корпусе разместился музей.

### Современность
В начале 1990-х годов здание храма было возвращено Русской Православной Церкви. 1 ноября 1992 года возрожденный Духосошественский храм был освящён епископом Проклом (Хазовым).
Комплекс Чувашской учительской школы с домовой церковью является объектом культурного наследия регионального значения. Распоряжением Главы администрации Ульяновской области «Об отнесении объектов исторического и культурного наследия к категории памятников истории и культуры местного (областного) значения» № 918-р от 10.09.1997 года, церковь в честь Сошествия Святого Духа на Апостолов включена в Единый государственный реестр объектов культурного наследия (памятников истории и культуры) народов Российской Федерации.
Храм Сошествия Святого Духа (в просторечии — «чувашская церковь») является уникальным по своим традициям храмом. В церкви проводятся богослужения на церковно-славянском и на национальном чувашском языке, с учётом национальных традиций славного чувашского народа. Некоторые традиции, хотя и не противоречат уставу Церкви, не имеют аналогов в «русских» храмах. Например, существует традиция лечить и снимать порчу «возлежанием икон», или традиция факельного шествия на Рождество.
При храме действуют службы:
- детская воскресная группа «Солнышко»;
- миссионерская школа для взрослых «Параклит»;
- приходская библиотека.

## Святыни
Мощевик с частицами мощей святых:
- благоверных Петра и Февронии;
- преподобного Иоанна Лествичника.

Иконы:
- икона с мощами святого праведного Феодора (Ушакова);
- икона с мощами святой блаженной Матроны Московской;
- чтимая икона святого великомученика и целителя Пантелеимона.

## Престольные праздники
Сошествие Святого Духа — 50-й день после Пасхи

## Духовенство
Настоятели:
- священник Андрей Петрович Петров (Туринге); церковный староста — Симбирский купец 2-й гильдии Николай Яковлевич Шатров со дня освящения церкви (20 января 1885). Диакон Василий Афанасьевич Афанасьев (на 1887)[6];
- священник Василий Никифорович Никифоров (с 1899);
- священник Михаил Петрович Петров-Тинехпи (с 1905);
- священник Иван Дормидонтович Дормидонтов (с 1907);
- Игнатий (Григорьев) (1992—2014);
- иерей Владимир Маняков (с 2015)[9];